# Comtat de Saare
Saare (en estonià Saaremaa) és un dels comtats en què es divideix Estònia. La seva capital és Kuressaare. Segons cens de 2021 compta amb una població de 31,292 habitants distribuïts en una superfície de 2,938 km2.

## Govern local
El govern del comtat (en estonià Maakonnavalitsus) és dirigit per un governador o maavanem, que és nomenat pel govern d'Estònia per un període de cinc anys. Des del 2006 el governador és Toomas Kasemaa.

## Municipis
El comtat se subdivideix en municipis. Hi ha un municipi urbà (o linnad, "ciutats") i 13 de rurals (o vallad, "comuns") al comtat de Saare.

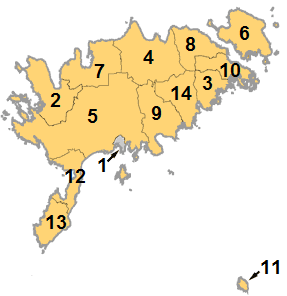
Municipis a Saaremaa

Municipi urbà:
- 1 Kuressaare

Municipis rurals:
- 2 Kihelkonna
- 3 Laimjala
- 4 Leisi
- 5 Lääne-Saare
- 6 Muhu
- 7 Mustjala
- 8 Orissaare
- 9 Pihtla
- 10 Pöide
- 11 Ruhnu
- 12 Salme
- 13 Torgu
- 14 Valjala

## Geografia
Les illes més grans del comtat, Saaremaa, Muhu, Ruhnu, Abruka i Vilsandi. La terra aprofitable és de 570 km² i tenen un clima oceànic. La temperatura habitual és de 6.0 °C i les precipitacions de 509 mm.